# Anilocra recta
Anilocra recta är en kräftdjursart som beskrevs av Hugo Frederik Nierstrasz 1915. Anilocra recta ingår i släktet Anilocra och familjen Cymothoidae. Inga underarter finns listade i Catalogue of Life.